# Gran Premi de Gran Bretanya del 2020
El Gran Premi de la Gran Bretanya del 2020 (oficialment anomenat Formula 1 Pirelli British Grand Prix 2020) va ser la quarta prova de la temporada 2020 de Fórmula 1. Va tenir lloc al Circuit de Silverstone, a Silverstone, Gran Bretanya, del 31 de juliol al 2 d'agost del 2020.

## Resultats

### Qualificació
| Pos.                     | No. | Pilot              | Constructor               | Temps    | Temps    | Temps    | Graella |
| Pos.                     | No. | Pilot              | Constructor               | Q1       | Q2       | Q3       | Graella |
| ------------------------ | --- | ------------------ | ------------------------- | -------- | -------- | -------- | ------- |
| 1                        | 44  | Lewis Hamilton     | Mercedes                  | 1:25.900 | 1:25.347 | 1:24.303 | 1       |
| 2                        | 77  | Valtteri Bottas    | Mercedes                  | 1:25.801 | 1:25.015 | 1:24.616 | 2       |
| 3                        | 33  | Max Verstappen     | Red Bull Racing-Honda     | 1:26.115 | 1:26.144 | 1:25.325 | 3       |
| 4                        | 16  | Charles Leclerc    | Ferrari                   | 1:26.550 | 1:26.203 | 1:25.427 | 4       |
| 5                        | 4   | Lando Norris       | McLaren-Renault           | 1:26.855 | 1:26.420 | 1:25.782 | 5       |
| 6                        | 18  | Lance Stroll       | Racing Point-BWT Mercedes | 1:26.243 | 1:26.501 | 1:25.839 | 6       |
| 7                        | 55  | Carlos Sainz       | McLaren-Renault           | 1:26.715 | 1:26.149 | 1:25.965 | 7       |
| 8                        | 3   | Daniel Ricciardo   | Renault                   | 1:26.677 | 1:26.339 | 1:26.009 | 8       |
| 9                        | 31  | Esteban Ocon       | Renault                   | 1:26.396 | 1:26.252 | 1:26.209 | 9       |
| 10                       | 5   | Sebastian Vettel   | Ferrari                   | 1:26.469 | 1:26.455 | 1:26.339 | 10      |
| 11                       | 10  | Pierre Gasly       | AlphaTauri-Honda          | 1:26.343 | 1:26.501 | N/A      | 11      |
| 12                       | 23  | Alexander Albon    | Red Bull Racing-Honda     | 1:26.565 | 1:26.545 | N/A      | 12      |
| 13                       | 27  | Nico Hülkenberg    | Racing Point-BWT Mercedes | 1:26.327 | 1:26.566 | N/A      | 13      |
| 14                       | 26  | Daniil Kvyat       | AlphaTauri-Honda          | 1:26.774 | 1:26.744 | N/A      | 191     |
| 15                       | 63  | George Russell     | Williams-Mercedes         | 1:26.732 | 1:27.092 | N/A      | 202     |
| 16                       | 20  | Kevin Magnussen    | Haas-Ferrari              | 1:27.158 | N/A      | N/A      | 14      |
| 17                       | 99  | Antonio Giovinazzi | Alfa Romeo Racing-Ferrari | 1:27.164 | N/A      | N/A      | 15      |
| 18                       | 7   | Kimi Räikkönen     | Alfa Romeo Racing-Ferrari | 1:27.366 | N/A      | N/A      | 16      |
| 19                       | 8   | Romain Grosjean    | Haas-Ferrari              | 1:27.643 | N/A      | N/A      | 17      |
| 20                       | 6   | Nicholas Latifi    | Williams-Mercedes         | 1:27.705 | N/A      | N/A      | 18      |
| Temps del 107%: 1:31.807 |     |                    |                           |          |          |          |         |
| Font:                    |     |                    |                           |          |          |          |         |

Notes
- ^1  – Daniil Kvyat va rebre una penalització de cinc llocs a la graella per un canvi de caixa de canvis no programat.[2]
- ^2  – George Russell va rebre una penalització de cinc llocs a la graella per no reduir la velocitat en doble bandera groga.[3]

### Cursa
| Pos.  | No. | Pilot              | Constructor               | Voltes | Temps       | Graella | Punts |
| ----- | --- | ------------------ | ------------------------- | ------ | ----------- | ------- | ----- |
| 1     | 44  | Lewis Hamilton     | Mercedes                  | 52     | 1:28:01.283 | 1       | 25    |
| 2     | 33  | Max Verstappen     | Red Bull Racing-Honda     | 52     | +5.856      | 3       | 191   |
| 3     | 16  | Charles Leclerc    | Ferrari                   | 52     | +18.474     | 4       | 15    |
| 4     | 3   | Daniel Ricciardo   | Renault                   | 52     | +19.650     | 8       | 12    |
| 5     | 4   | Lando Norris       | McLaren-Renault           | 52     | +22.277     | 5       | 10    |
| 6     | 31  | Esteban Ocon       | Renault                   | 52     | +26.937     | 9       | 8     |
| 7     | 10  | Pierre Gasly       | AlphaTauri-Honda          | 52     | +31.188     | 11      | 6     |
| 8     | 23  | Alexander Albon    | Red Bull Racing-Honda     | 52     | +32.670     | 12      | 4     |
| 92    | 18  | Lance Stroll       | Racing Point-BWT Mercedes | 52     | +37.311     | 6       | 2     |
| 10    | 5   | Sebastian Vettel   | Ferrari                   | 52     | +41.857     | 10      | 1     |
| 11    | 77  | Valtteri Bottas    | Mercedes                  | 52     | +42.167     | 2       |       |
| 12    | 63  | George Russell     | Williams-Mercedes         | 52     | +52.004     | 20      |       |
| 13    | 55  | Carlos Sainz       | McLaren-Renault           | 52     | +53.370     | 7       |       |
| 14    | 99  | Antonio Giovinazzi | Alfa Romeo Racing-Ferrari | 52     | +54.2053    | 15      |       |
| 15    | 6   | Nicholas Latifi    | Williams-Mercedes         | 52     | +54.549     | 18      |       |
| 16    | 8   | Romain Grosjean    | Haas-Ferrari              | 52     | +55.050     | 17      |       |
| 17    | 7   | Kimi Räikkönen     | Alfa Romeo Racing-Ferrari | 51     | +1 lap      | 16      |       |
| –     | 26  | Daniil Kvyat       | AlphaTauri-Honda          | 11     | –           | 19      |       |
| –     | 20  | Kevin Magnussen    | Haas-Ferrari              | 1      | –           | 14      |       |
| Font: |     |                    |                           |        |             |         |       |

Notes
- ^1  – Inclou un punt per la volta ràpida.
- ^2  – La classificació de Lance Stroll és provisional.
- ^3  – Antonio Giovinazzi va acabar dotzè a la pista, però va rebre una penalització de cinc segons per excés de velocitat amb el cotxe de seguretat en pista.

## Classificació del campionat després de la cursa
| Pos.  | Pilot           | Punts |
| ----- | --------------- | ----- |
| 1     | Lewis Hamilton  | 88    |
| 2     | Valtteri Bottas | 58    |
| 3     | Max Verstappen  | 52    |
| 4     | Lando Norris    | 36    |
| 5     | Charles Leclerc | 33    |
| Font: |                 |       |

| Pos.  | Constructor               | Punts |
| ----- | ------------------------- | ----- |
| 1     | Mercedes                  | 146   |
| 2     | Red Bull Racing-Honda     | 78    |
| 3     | McLaren-Renault           | 51    |
| 4     | Ferrari                   | 43    |
| 5     | Racing Point-BWT Mercedes | 42    |
| Font: |                           |       |

- Nota: Només s'inclouen les cinc primeres posicions en les dues classificacions.